# 小行星7500
小行星7500（英語：7500 Sassi）是一颗围绕太阳公转的小行星。1996年10月3日，Farra d'Isonzo在法拉迪松佐发现了此天体。
这颗小行星的绝对星等为314.8395414541907等。